# Двигатель (компания)
 ООО «Двигатель» — инновационная фирма была создана в 2004 году в г. Томске при Томском государственном университете систем управления и радиоэлектроники (ТУСУР) и вошла в состав учебно-научного инновационного комплекса ТУСУР. Полное наименование — Общество с ограниченной ответственностью «Двигатель».

## История
Предпосылкой для создания фирмы, был дефицит предложений тихоходных устройств вращения, универсальных по применению, имеющих доступную цену, мало подверженных механическому износу и обеспечивающих широкие возможности управления алгоритмом вращения, вместе с наличием инновационных идей по созданию таких устройств. Эти идеи были воплощены в разработке — Комплектный безредукторный электропривод
Фирма «Двигатель» была основана в городе Томск в сентябре 2004 г.
В июне 2004 г. фирма «Двигатель» участвовала в конкурсе инноваций Томской области, проводимом администрацией области, и стала призером конкурса с проектом «Подготовка к производству комплектного безредукторного тихоходного электропривода (КБЭ)».
В конце 2004 г. фирма «Двигатель» подала заявку на патентование принципиальных результатов по разработке «Комплектный безредукторный электропривод» и получила патент на полезную модель (№ 0052684).
В декабре 2005 г. фирма «Двигатель» стала победителем конкурса инноваций ФОНДА СОДЕЙСТВИЯ РАЗВИТИЮ МАЛЫХ ФОРМ ПРЕДПРИЯТИЙ В НАУЧНО-ТЕХНИЧЕСКОЙ СФЕРЕ, с проектом «Разработка новых вращающихся рекламных конструкций с безредукторным электроприводом».

## Деятельность
В своей деятельности фирма «Двигатель» опирается на широкое применение инновационных решений и аутсорсинг. Основные направления деятельности фирмы, определяющие её развитие, составляют:
| • Разработка и совершенствование комплектных электроприводов |
| • Производство комплектных электроприводов и продукции на их основе (пример: Вращающиеся рекламные конструкции (ВРК))                                                    |
| • Внедрение новых применений комплектного электропривода (одним из эффективных применений комплектных электроприводов стало применение их в сфере динамической рекламы). |

Исходя из направлений сформировалась потенциальная группа потребителей
| № | Наименование группы                                                                 | Разработанные решения |
| - | ----------------------------------------------------------------------------------- | --- |
| 1 | Производители рекламы (фирмы и рекламные отделы)                                    | Различные привода и системы вращения для ВРК Комплекты для самостоятельного создания ВРК Встраиваемые решения для изготовления ВРК Эксклюзивные ВРК по требованиям заказчика ВРК для помещений и наружной рекламы Крышные вращающиеся установки Системы вращения для крышных установок |
| 2 | Салоны продажи авто, мото и спортивной техники.                                     | Вращающиеся подиумы диаметром 1-10 метров Системы вращения для создания подиумов Комплекты для изготовления подиумов Имиджевые интерьерные динамические установки Разборные вращающиеся подиумы для выставок Вращающиеся подиумы для наружной рекламы                                  |
| 3 | Развлекательные заведения (спортивные и ночные клубы, стриптиз бары, игровые клубы) | Вращающиеся платформы и сцены Вращающиеся дэнс-тумбы (для GO-GO) Вращающиеся подиумы для pip-show Вращающиеся подиумы для water strip show Вращающиеся шесты и площадки Имиджевые динамические установки                                                                               |
| 4 | Производители выставочного оборудования (стендов и экспозиций).                     | Различные привода и системы вращения для ВРК Комплекты для самостоятельного создания ВРК Эксклюзивные ВРК по требованиям заказчика Системы вращения для архитектурных инсталляций |
| 5 | Производители торговой мебели (витрин).                                             | Различные привода и системы вращения для ВРК Комплекты для самостоятельного создания ВРК Встраиваемые решения для изготовления ВРК |

## Примечание
1. ↑  ФОНД СОДЕЙСТВИЯ РАЗВИТИЮ МАЛЫХ ФОРМ ПРЕДПРИЯТИЙ В НАУЧНО-ТЕХНИЧЕСКОЙ СФЕРЕ. Дата обращения: 7 июля 2008. Архивировано 6 мая 2008 года.